# Стаменко Новаковић
Стаменко Новаковић (Шњеготина Средња, код Челинца 8. новембар 1958) јесте генерал - мајор Војске Републике Српске у пензији. Током Одбрамбено - отаџбинског рата био је командант 1. оклопног батаљона у 2. оклопној бригади, 1.КК.

## Биографија
Рођен је 8. новембра 1958. године у селу Шњеготина Средња, код Челинца, ФНРЈ од оца Светозара и мајке Зорке. По националности је Србин..
Завршио је основну школу 1973. године, Средњу војну школу КоВ (смјер оклопно-механизоване јединице) 1977. године, Војну академију КоВ (смјер ОМЈ) 1980. године, Командно-штабну школу 1998. године и Школу национале одбране 2002. године. У активну војну службу произведен је 14. јула 1977. године у чину водника (ОМЈ), чин потпоручника 1980. године, унапријеђен у чин поручника 1983. године, капетана 1986. године, капетана прве класе 1989. године, мајора 1992. године, потпуковника 1995. године (ванредно), пуковника 1999. године, генерал-мајора 27. јуна 2003. године и преименован у чин бригадног генерала 2006. године.
Пензионисан је 28. фебруара 2013. године. У активној служби 1977-2013, ефективно је радио 36 година вршећи дужности: командир тенковског вода (Випава), командир тенковског вода и чете (Титова Митровица), командир тенковске чете (Призрен), начелник Центра за подводну обуку (Загреб), командир механизоване чете (Загреб), замјеник команданта механизованог батаљона (Сарајево), командант 1. оклопног батаљона, 2. ОКБР (Бања Лука), командант 1. мјешовитог пјешадијског батаљона, 1.КК (Бања Лука), начелник штаба 1. (101) оклопне бригаде (Бања Лука), командант 101. оклопне бригаде (Бања Лука), начелник Одјељења за обуку и образовање у ГШ ВРС (Бања Лука), замјеник начелника ГШ ВРС (Бања Лука), вд начелника ГШ ВРС (Бања Лука), командант 15. механизоване бригаде, ВРС (Бијељина), командант 6. пјешадијске бригаде ОС БиХ (Бања Лука).
У рату од 26. јуна 1991. године до 14. децембра 1995. године (од чега 52 мјесеца и 25 дана у зони борбених дејстава) на дужности: командир механизоване чете, замјеник команданта механизованог батаљона, командант оклопног батаљона, командант мјешовитог пјешадијског батаљона и начелник штаба оклопне бригаде.
Службовао је у гарнизонима: Випава, Титова Митровица, Призрен, Загреб, Сарајево, Бања Лука и Бијељина.
Одликован је у ВРС Орденом Милоша Обилића и Медаљом за војне заслуге.
Ожењен, отац двоје дјеце. Живи у Бањој Луци.
Пише стручне радове из области одбране.